# Дядово
Дядово (болг. Дядово) — село в Болгарии. Находится в Сливенской области, входит в общину Нова-Загора. Население составляет 444 человека.

## Политическая ситуация
В местном кметстве Дядово, в состав которого входит Дядово, должность кмета (старосты) исполняет Драган Динев Драганов (коалиция в составе 2 партий: национальное движение «Симеон Второй» (НДСВ), ВМРО — Болгарское национальное движение) по результатам выборов.
Кмет (мэр) общины Нова-Загора — Николай Георгиев Грозев (Граждане за европейское развитие Болгарии (ГЕРБ)) по результатам выборов в правление общины.